# 京都民医連中央病院
京都民医連中央病院（きょうとみんいれんちゅうおうびょういん）は、日本京都府京都市右京区太秦土本町2-1にあり、公益社団法人京都保健会が開設する病院である。

## 概要
1962年、右京診療所を経て右京病院が開設される。1977年、京都民主医療連合会がセンター病院開設を確認し、1987年京都民医連中央病院が開設された。なお病院名に「民医連」がついてはいるが運営者は公益社団法人京都保健会であり、他の民医連加盟病院と同じく全日本民主医療機関連合会や京都民主医療連合会が直接運営する病院ではない。2019年、京都市右京区太秦土本町2-1に新築移転した。
京都府がん診療推進病院、京都地域包括ケア推進機構認定在宅療養あんしん病院等に指定されている。

## 沿革
- 1960年(昭和35年)9月　「右京診療所」開設
- 1962年(昭和37年)5月　「右京病院」開設(27床)
- 1967年(昭和42年)　「右京病院」増築（88床）
- 1971年(昭和46年)　「右京病院」増築（115床）
- 1977年(昭和52年)　「京都民医連第一次長期計画」で京都民医連のセンター病院建設を確認。右京病院を準備病院と位置付けた
- 1987年(昭和62年)3月　「京都民医連中央病院」開設
- 2001年(平成13年)4月　厚生労働省 臨床研修指定病院 認可
- 2003年(平成15年)6月　電子カルテ導入
- 2004年(平成16年)9月　「回復期リハ病棟」開設
- 2006年(平成18年)9月　救急告示
- 2006年(平成18年)10月　ISO9001認証取得
- 2006年(平成18年)12月　「産婦人科・乳腺外科外来棟」開設
- 2007年(平成19年)7月　64列マルチスライスCT導入
- 2007年(平成19年)11月　卒後臨床研修評価機構認定取得
- 2010年(平成22年)1月　1.5テスラMRI導入
- 2010年(平成22年)7月　HCU（ハイケア・ユニット）開設
- 2010年(平成22年)10月　外来化学療法センター開設
- 2011年(平成23年)10月　「西館」開設、腎循環器センター開設
- 2012年(平成24年)4月　大腸肛門病センター開設
- 2012年(平成24年)9月　京都府がん診療推進病院に指定
- 2014年(平成26年)4月　「南館（教育研修センター）」開設
- 2017年(平成29年)11月　HPH加盟
- 2018年(平成30年)1月　外国人患者受入れ医療機関認証制度（Ver.2.0）取得
- 2019年11月 - 中京区西ノ京から右京区太秦に移転[6]

## 診療科目
(この節の出典)
- 内科
- 循環器内科
- 呼吸器内科
- 消化器内科
- 内視鏡内科
- 肝臓内科
- 神経内科
- 腎臓内科
- 人工透析内科
- 感染症内科
- 腫瘍内科
- 緩和ケア内科
- 血液内科
- 糖尿病内科
- 代謝内科
- 脂質代謝内科
- 外科
- 肛門外科
- 心臓血管外科
- 脳神経外科
- 消化器外科
- 乳腺外科

- 呼吸器外科
- 整形外科
- リウマチ科
- 脊椎外科
- 関節外科
- 小児科
- 産婦人科
- 皮膚科
- 泌尿器科
- 精神神経科
- 眼科
- リハビリテーション科
- 放射線科
- 耳鼻咽喉科
- 麻酔科
- 臨床検査科
- 救急科
- 病理診断科
- 歯科口腔外科

## 医療機関の指定等
(この節の出典)
- 保険医療機関
- 労災保険指定医療機関
- 指定自立支援医療機関（更生医療）
- 指定自立支援医療機関（育成医療）
- 指定自立支援医療機関（精神通院医療）
- 臨床研修指定病院（基幹型）
- 身体障害者福祉法指定医の配置されている医療機関
- 精神保健指定医の配置されている医療機関
- 生活保護法指定医療機関
- 特定疾患治療研究事業委託医療機関
- 結核指定医療機関
- 指定療育医療機関
- 指定養育医療機関
- DPC対象病院
- 戦傷病者特別援護法指定医療機関
- 小児慢性特定疾患治療研究事業委託医療機関
- 母体保護法指定医の配置されている医療機関
- 無料低額診療事業実施医療機関
- 救急告示病院（二次救急）[8]
- 一般社団法人日本がん治療認定医機構認定研修施設[9]
- 公益財団法人日本医療機能評価機構認定病院[10]
- NPO法人卒後臨床研修評価機構(JCEP)認定病院[11]。
- このほか、各種法令による指定・認定病院であるとともに、各学会の認定施設でもある。

## 特徴
- 法人の方針により、差額ベッド料（個室料）を徴収していない[12]。

## 交通アクセス
- 京都市営バス「南太秦」「梅津段町」停留所下車徒歩4分[13]
- 京都市営地下鉄東西線「太秦天神川駅」下車徒歩14分[13]
- 京福電鉄「太秦広隆寺駅」下車徒歩9分[13]
- 独自にシャトルバスを運行している[13]。（外部リンク：シャトルバス時刻表）

## 関連施設

### 公益社団法人京都保健会が設置する病院
- 吉祥院病院 - 京都市南区。
- 京都協立病院 - 京都府綾部市。

## 関連人物
- 倉林明子（看護師、参議院議員） - 京都市立看護短期大学卒業後、右京病院（京都民医連中央病院の前身）に入職、11年勤務した。

## 周辺
- 京都市立南太秦小学校
- 京都府警察官太秦待機宿舎
- 三菱自動車工業 京都製作所